# Generalpodpolkovnik (SFRJ)

Generalpodpolkovnik (srbohrvaško: General-potpukovnik) je bil generalski vojaški čin Jugoslovanske ljudske armade, ki je bil v uporabi v Kopenski vojski in Jugoslovanskem vojnem letalstvu. Čin je bil uveden leta 1952 s preimenovanjem dotedanjega čina generallajtnant.
V Jugoslovanski vojni mornarici mu je ustrezal čin viceadmirala, v trenutni Natovi shemi činov (STANAG 2116) ustreza razredu OF-8 in v Slovenski vojski mu ustreza čin generalpodpolkovnika.